# .sm
.sm è il dominio di primo livello nazionale assegnato a San Marino.
Il dominio è amministrato dall'Ufficio Informatica, Tecnologia, Dati e Statistica e gestito da Telecom Italia San Marino.